# Claudio Marchisio
Claudio Marchisio (Turijn, 19 januari 1986) is een voormalig Italiaans voetballer die doorgaans centraal op het middenveld speelde. Hij liet in juli 2019 zijn contract ontbinden bij FK Zenit. Op 3 oktober 2019 liet hij weten te stoppen als professioneel voetballer. Marchisio debuteerde in augustus 2009 in het Italiaans voetbalelftal.

## Clubcarrière
Marchisio werd op tienjarige leeftijd opgenomen in de jeugdopleiding van Juventus. Hij speelde hier oorspronkelijk als tweede spits, maar vanaf zijn zestiende werd hij centraal op het middenveld gepositioneerd. Op 6 november 2006 maakte Marchisio zijn debuut in het eerste elftal van Juventus. Tijdens het seizoen 2006/07 speelde Juventus in de Serie B, nadat het was teruggezet uit de Serie A. Juventus werd ervan beschuldigd scheidsrechters omgekocht te hebben. Het seizoen daarop (2007/2008) werd Marchisio uitgeleend aan Empoli FC om ervaring op te doen. Juventus was inmiddels weer gepromoveerd.
Door zijn prestaties bij Empoli werd Marchisio in 2008 teruggehaald naar Turijn. Hij verkreeg vervolgens een basisplaats bij Juventus. Met de club werd hij achtereenvolgens in 2012, 2013, 2014, 2015, 2016, 2017 en 2018 kampioen van Italië. Op 6 juni 2015 verloor Marchisio met Juventus de finale van de UEFA Champions League van FC Barcelona (1–3).

## Clubstatistieken
| Seizoen | Club                  | Competitie   | Duels | Goals |
| ------- | --------------------- | ------------ | ----- | ----- |
| 2006/07 | Juventus              | Serie B      | 24    | 0     |
| 2007/08 | → Empoli              | Serie A      | 26    | 0     |
| 2008/09 | Juventus              | Serie A      | 24    | 3     |
| 2009/10 | Juventus              | Serie A      | 28    | 3     |
| 2010/11 | Juventus              | Serie A      | 32    | 4     |
| 2011/12 | Juventus              | Serie A      | 36    | 9     |
| 2012/13 | Juventus              | Serie A      | 29    | 6     |
| 2013/14 | Juventus              | Serie A      | 29    | 4     |
| 2014/15 | Juventus              | Serie A      | 35    | 3     |
| 2015/16 | Juventus              | Serie A      | 23    | 0     |
| 2016/17 | Juventus              | Serie A      | 18    | 1     |
| 2017/18 | Juventus              | Serie A      | 15    | 0     |
| 2018/19 | Zenit Sint-Petersburg | Premjer-Liga | 9     | 2     |
| Totaal  | Totaal                | Totaal       | 328   | 35    |

Bijgewerkt op 1 juli 2019

## Interlandcarrière
Marchisio nam met het Italiaans olympisch voetbalelftal deel aan de Olympische Spelen van 2008 in Beijing. Daar werd de ploeg onder leiding van bondscoach en oud-international Pierluigi Casiraghi uitgeschakeld door België in de kwartfinales: 3–2. In augustus 2009 werd Marchisio voor het eerst opgeroepen voor de A-selectie door bondscoach Marcello Lippi voor de wedstrijd tegen Zwitserland. Hij maakte tijdens dit oefenduel op 12 augustus zijn debuut voor Italië. Marchisio speelde de eerste 73 minuten, waarna Fabio Grosso hem verving. Marchisio nam met Italië deel aan het Europees kampioenschap voetbal 2012 in Polen en Oekraïne, waar de ploeg van bondscoach Cesare Prandelli de finale bereikte. Daarin verloor La Squadra Azzurra met 4–0 van titelverdediger Spanje. Op het toernooi speelde Marchisio alle wedstrijden; hij miste geen minuut speeltijd.
In de eerste wedstrijd van Italië op het wereldkampioenschap voetbal 2014 tegen Engeland maakte Marchisio het openingsdoelpunt na 35 minuten; nadat Daniel Sturridge gelijk had gemaakt voor Engeland besliste Mario Balotelli in de 50ste minuut de wedstrijd in Italiaans voordeel. In de derde en laatste groepswedstrijd van Italië op dinsdag 24 juni 2014 tegen Uruguay (0–1 verlies) kreeg Marchisio in de 59ste minuut de rode kaart van de Mexicaanse scheidsrechter Marco Rodriguez, nadat hij op het bovenbeen van Egidio Arévalo ging staan. Italië overleefde de groepsfase niet, nadat het ook van Costa Rica (0–1) verloor. Na het WK keerde Marchisio op 4 september 2014 terug in het Italiaans elftal in de vriendschappelijke interland tegen Nederland (2–0 winst).
Hij miste het EK voetbal 2016 in Frankrijk omdat hij op zondag 17 april in een duel tegen Palermo de voorste kruisband van zijn linkerknie afscheurde.

## Erelijst
| Competitie       |        |                                                               |
| Competitie       | Aantal | Jaren                                                         |
| ---------------- | ------ | ------------------------------------------------------------- |
| Kampioen Serie A | 7x     | 2011/12, 2012/13, 2013/14, 2014/15, 2015/16, 2016/17, 2017/18 |
| Kampioen Serie B | 1x     | 2006/07                                                       |
| Coppa Italia     | 4x     | 2014/15, 2015/16, 2016/17, 2017/18                            |
| Supercoppa       | 3x     | 2012, 2013, 2015                                              |

| Competitie         | Winnaar | Winnaar | Runner-up | Runner-up | Derde  | Derde  |
| Competitie         | Aantal  | Jaren   | Aantal    | Jaren     | Aantal | Jaren  |
| Italië             | Italië  | Italië  | Italië    | Italië    | Italië | Italië |
| ------------------ | ------- | ------- | --------- | --------- | ------ | ------ |
| EK voetbal         |         |         | 1x        | 2012      |        |        |
| Confederations Cup |         |         |           |           | 1x     | 2013   |